# 秘書長
秘書長（英語：Secretary-general）為政府機關、政黨或非營利社團法人（NPO）中經常設置的高階職位之一，通常為機關團體中的幕僚長，承組織首長（委員長、會長、理事長、政黨領袖等）之命總管行政業務，並指揮監督所屬職員，並可依狀況設置副秘書長以輔佐秘書長職務。類似古代的長史、功曹等官職。若組織有秘書處、室則另有該處首長或秘書長兼任。
秘書長一職的名稱，可能隨著各地的民情而有不同的稱呼。以中華民國為例，立法院等民意機關內的黨團則稱為幹事長、書記長，各級法院則稱為書記官長，傳統民營組織（例：農會）亦可能稱總幹事，政府機關任務編組（例：行政院緊急公害糾紛處理小組、市政府都市計畫委員會等）或小型非政府組織則稱為執行秘書。在日本和韓國，則將秘書長稱為「幹事長」，總書記稱為「書記長」，多設於政黨和政府機構之中。
另有一些例外，例：联合国秘书长、中华人民共和国的國務院秘書長領導國務院辦公廳工作、中華民國的總統府秘書長、國家安全會議秘書長、各國的州、省政府秘書長，實際上均為該組織的「行政首長」，並非幕僚職務。
至於在中華民國的政府機關、機構、學校，常有主任秘書或總核稿秘書一職，乍看有點類似秘書長，但其實更類似古代的主簿之類的官職，是為首席的秘書，偏重管理幕僚人員，不見得具有「秘書長」般的權力。

## 中华人民共和国
中国共产党曾经设立“中共中央秘书长”的职务，负责统筹中共中央的日常工作，向中共中央政治局负责，邓小平和胡耀邦等领导人都出任过这个职务。中华人民共和国中央政府和省市两级人民政府，均设有秘书长职位。中国共产党地方组织中，省委和市委设有秘书长职位，通常由省委常委或市委常委兼任。人民政府秘书长通常在省长或市长下领导工作，负责处理省市政府的日常工作。其下设副秘书长，归秘书长领导。他们的职责是对重大活动、重大决策等事宜进行统筹协调，同时有部分副秘书长会协助副市长工作。2013年至2014年间，北京市人民政府设置的副秘书长有十五人。中共十八大后，中央巡视组反馈，多地存在超职数配副秘书长等问题。

### 香港特別行政區
常任秘書長（英語：Permanent Secretary，簡稱常秘）是香港特別行政區政府決策局官員，也是香港公務員體系中最高的職級，主要負責維持決策局日常運作、協助問責局長制訂政策並帶領屬下公務員執行。

## 實例
| 國家或地區       | 秘書長                               | 所屬政黨或政府（機構）        | 工作性質               | （現任）秘書長                            |
| ---------------- | ------------------------------------ | ----------------------------- | ---------------------- | ----------------------------------------- |
| 联合国           | 聯合國秘書長                         | 聯合國                        | 聯合國最高行政長官     | 安东尼奥·古特雷斯（來自 葡萄牙及 东帝汶） |
| 中华人民共和国   | 國務院秘書長                         | 中国共产党 中華人民共和國政府 | 中华人民共和国公务员   | 吴政隆                                    |
| 中华人民共和国   | 全国人民代表大会常务委员会秘书长     | 中国共产党 中華人民共和國政府 | 中华人民共和国公务员   | 刘奇                                      |
| 中华人民共和国   | 中国人民政治协商会议全国委员会秘书长 | 中国共产党 中華人民共和國政府 | 中华人民共和国公务员   | 王东峰                                    |
| 香港特別行政區   | 香港特別行政區政府常任秘書長         | 香港特別行政區政府            | 香港公務員             | 無，多人                                  |
| 中華民國（臺灣） | 總統府秘書長                         | 中華民國總統府                | 中華民國總統府行政首長 | 潘孟安                                    |
| 中華民國（臺灣） | 國家安全會議秘書長                   | 中華民國國家安全會議          | 國家安全會議行政首長   | 吳釗燮                                    |
| 中華民國（臺灣） | 行政院秘書長                         | 行政院                        | 中華民國公職人員       | 龔明鑫                                    |
| 中華民國（臺灣） | 立法院秘書長                         | 立法院                        | 中華民國公職人員       | 周萬來                                    |
| 中華民國（臺灣） | 司法院秘書長                         | 司法院                        | 中華民國公職人員       | 出缺                                      |
| 中華民國（臺灣） | 考試院秘書長                         | 考試院                        | 中華民國公職人員       | 劉建忻                                    |
| 中華民國（臺灣） | 監察院秘書長                         | 監察院                        | 中華民國公職人員       | 王增華（代理）                            |
| 中華民國（臺灣） | 民主進步黨秘書長                     | 民主進步黨                    | 政黨中央黨部黨職人員   | 徐國勇                                    |
| 中華民國（臺灣） | 中國國民黨秘書長                     | 中國國民黨                    | 政黨中央黨部黨職人員   | 黃健庭                                    |
| 中華民國（臺灣） | 台灣民眾黨秘書長                     | 台灣民眾黨                    | 政黨中央黨部黨職人員   | 周榆修                                    |
| 瑞士             | 瑞士聯邦秘書長                       | 瑞士聯邦委員會秘書處          | 秘書處首長             | 維克托·羅西                               |
| 新加坡           | 人民行動黨中央執行委員會秘書長       | 新加坡人民行動黨              | 政黨負責人、實際黨魁   | 黃循財                                    |
| 马来西亚         | 民主行动党秘書長                     | 民主行动党                    | 政黨負責人、實際黨魁   | 陸兆福                                    |

## 外部連結
- 中華民國總統府秘書長 （页面存档备份，存于）
- 中華民國行政院秘書長 （页面存档备份，存于）
- 中華民國教育部主任秘書 （页面存档备份，存于）
- 中華民國管理科學學會秘書長